# Опсада Барселоне
Опсада Барселоне одиграла се пред сам крај Рата за шпанско наслеђе и трајала је од 25. јула 1713. до 11. септембра 1714. када је одбрана Барселоне коначно пала и снаге Филипа V Бурбонског умарширале у град. Падом Барселоне завршена је борба између надвојводе Карла кога су, поред Каталоније, подржавале и друге светске силе, као Британија, Аустрија и Низоземска, и Филипа V који је имао подршку Француске и осталог дела Шпаније. Победу су однеле франко-шпанске снаге чиме је на престо Шпаније дошла краљевска династија Бурбона.